# ابراهیم نعمتی
ابراهیم نعمتی (زاده ۱۳۰۷ در ساوه - درگذشته ۳۱ تیر ۱۳۹۴ در تهران) ورزشکار، مربی، داور، نویسنده و مدیر چندین ورزش اهل ایران است.
وی در رشته‌های مختلفی همچون والیبال، نجات غریق، دوچرخه‌سواری سابقه مدیریت و در ورزش‌هایی همچون والیبال، بسکتبال، دوچرخه‌سواری، دو و میدانی، ژیمناستیک، شیرجه، شنا و واترپلو سابقه داوری دارد.
نعمتی اولین داور بین‌المللی والیبال ایران است و بنیان‌گذار لیگ والیبال در ایران در سال ۱۳۵۴ تحت عنوان جام پاسارگاد بوده‌است.

## زندگی
ابراهیم نعمتی در سال ۱۳۰۷ در شهر ساوه به دنیا آمد و تحصیلات ابتدایی را در زادگاهش گذراند و سپس برای ادامه تحصیل به  دانشسرای تربیت بدنی رفت و موفق به اخذ دیپلم در رشته ورزش شد، در سال ۱۳۲۸ به استخدام وزارت فرهنگ در آمد و موفق به اخذ لیسانس و فوق لیسانس در رشته تربیت‌بدنی و علوم تربیتی شد.
وی ۲۵ سال منجی غریق، مربی شنا و مدیر استخر شهید شیرودی (امجدیه سابق) نیز بوده‌است.

## سمت‌ها و سوابق
- رئیس فدراسیون نجات غریق ایران
- دبیر فدراسیون والیبال ایران[۳]
- عضو فدراسیون جهانی نجات غریق به مدت ۶ سال
- عضو کمیته داوری فدراسیون بین‌المللی والیبال
- عضو هیئت رییسه فدراسیون بین‌المللی والیبال
- قضاوت در مسابقات والیبال دانشگاه‌های جهان
- سرپرست و مربی سه دوره در مسابقات بین‌المللی دوچرخه‌سواری

## تألیفات
- ترجمه قوانین بین‌المللی بسکتبال از انگلیسی به فارسی
- کتاب ۳۰۰ تمرین (والیبال)
- کتاب تنفس مصنوعی در نجات غریق
- کتاب آزمایش آب
- کتاب قوانین بین‌المللی والیبال